# Around the Planet
Around the Planet – drugi album studyjny holenderskiego duetu Laserdance, wydany w 1988. Kompozytorami wszystkich utworów byli Michiel van der Kuy, członek Laserdance, oraz Rob van Eijk. Płyta zachowała wysoki poziom muzyczny w ramach gatunku spacesynth, wyznaczony poprzednim albumem Future Generation, lecz tym razem nie tworzyła tzw. albumu koncepcyjnego.

## Spis utworów
1. "Shotgun (Into the Night)" /remix/ – 5:17
2. "Batte Cry" /remix/ – 5:46
3. "You & Me" /remix/ – 5:00
4. "Mars Invaders" /remix/ – 5:07
5. "Around the Planet" – 5:42
6. "My Mine" – 5:17
7. "Excitation" – 5:27
8. "Final Zone" – 3:55
9. "Shotgun (Into the Night)" /spacemix/ – 8:29

## Autorstwo utworów
Okładka płyty informuje, iż drugi członek Laserdance i zarazem producent wykonawczy Erik van Vliet był kompozytorem większości utworów. Tymczasem Michiel van der Kuy stwierdził w wywiadzie, że van Vliet, który za czasów Laserdance nigdy nie pełnił funkcji ani kompozytora, ani wykonawcy, kupił prawa autorskie od rzeczywistych kompozytorów i dzięki temu mógł umieścić swoje nazwisko przy kompozycjach, których nigdy nie stworzył.

## Single
Na singlu opublikowano tylko jeden utwór Shotgun (Into the Night). W 1989 roku ukazał się maxi singel Megamix vol. 2, zawierające mix utworów z Around the Planet oraz utwór Electro Based, pochodzący z trzeciej płyty Laserdance.